# Серро-де-Паско
Серро-де-Паско (ісп. Cerro de Pasco) — місто населенням близько 70 тис. мешканців в центральній частині Перу. Місто є адміністративним центром провінції Паско і регіону Паско та центром перуанської гірничої промисловості. Місто сполучене із столицею країни залізницею.

## Географія
Серро-де-Паско розташоване на висоті на висоті 4348 м над рівнем моря, що робить його одним з найвищих поселень у світі.

### Клімат
Місто перебуває у зоні так званої «гірської тундри», котра характеризується кліматом арктичних пустель. Найтепліший місяць — грудень із середньою температурою 8.1 °C (46.6 °F). Найхолодніший місяць — липень, із середньою температурою 6.3 °С (43.3 °F).
| Клімат Серро-де-Паско   | Клімат Серро-де-Паско | Клімат Серро-де-Паско | Клімат Серро-де-Паско | Клімат Серро-де-Паско | Клімат Серро-де-Паско | Клімат Серро-де-Паско | Клімат Серро-де-Паско | Клімат Серро-де-Паско | Клімат Серро-де-Паско | Клімат Серро-де-Паско | Клімат Серро-де-Паско | Клімат Серро-де-Паско | Клімат Серро-де-Паско |
| Показник                | Січ.                  | Лют.                  | Бер.                  | Квіт.                 | Трав.                 | Черв.                 | Лип.                  | Серп.                 | Вер.                  | Жовт.                 | Лист.                 | Груд.                 | Рік                   |
| Середній максимум, °C   | 13,1                  | 12,7                  | 13,1                  | 13,6                  | 14,4                  | 15,1                  | 14,6                  | 14,6                  | 14                    | 14,4                  | 14,4                  | 14,1                  | 14                    |
| Середня температура, °C | 8                     | 7,8                   | 7,8                   | 7,5                   | 7,4                   | 6,7                   | 6,3                   | 6,7                   | 7,3                   | 7,9                   | 8                     | 8,1                   | 7,5                   |
| Середній мінімум, °C    | 0,3                   | 0,1                   | −0,3                  | −1,2                  | −2,4                  | −4,3                  | −4,6                  | −4                    | −2,2                  | −1,2                  | −1,2                  | −0,9                  | −1,8                  |
| Норма опадів, мм        | 135.6                 | 151.4                 | 149.7                 | 81.6                  | 37.8                  | 14.9                  | 14.9                  | 27.2                  | 51.1                  | 94.6                  | 90                    | 121.6                 | 970.4                 |
| Днів з опадами          | 19,7                  | 19,8                  | 19,1                  | 13                    | 8,5                   | 3,6                   | 3,1                   | 3,8                   | 9,5                   | 11,6                  | 11,8                  | 17,2                  | 140,7                 |
| Вологість повітря, %    | 75                    | 76.5                  | 77.1                  | 72.5                  | 65.7                  | 61                    | 57.8                  | 58.7                  | 64.5                  | 67.5                  | 66.9                  | 70.1                  | 67.8                  |
| ----------------------- | --------------------- | --------------------- | --------------------- | --------------------- | --------------------- | --------------------- | --------------------- | --------------------- | --------------------- | --------------------- | --------------------- | --------------------- | --------------------- |
| Джерело: Weatherbase    |                       |                       |                       |                       |                       |                       |                       |                       |                       |                       |                       |                       |                       |

## Історія
Ще до прибуття конкістадорів в районі міста інками вівся видобуток срібла. 1567 року в Серро-де-Паско починається активна видобуток срібла іспанців, що зробило місто значущим гірничодобувним центром. Основні запаси срібла були виснажені ще за часів іспанського панування, але в місті все ще ведеться видобуток цинку, свинцю, а також срібла.
В 1601 році за наказом віце-короля Луїса де Веласко Серро-де-Паско було передано як енком'єнда іспанському конкістадору Фернандо Тельо Кантерасу.
Незважаючи на погані погодні умови пов'язані з високогір'ям до 1630 року в місто для робіт з видобутку срібла переселилася велика кількість робітників.
В 1639 році в правління віце-короля Луїса Херонімо де Кабрери від міста до Іспанії було надіслано 5000 дукатів сріблом. У відповідь іспанським указом місту був дарований титул «Ciudad Real de Minas» (місто королівських копалень).
1760 року поблизу міста шахтар Хосе Маїс-і-Аріас відкрив нове родовище срібла «Gran Túnel de Yanacancha», що мало велике значення для іспанської корони, оскільки за два століття видобутку шахти Потосі виснажилися. Таким чином шахти Серро-де-Паско стали головним джерелом срібла для іспанської корони. 1764-го Хосе Маїс-і-Аріас надіслав королю велику кількість злитків срібла з проханням дарувати йому титул маркіза, в 1771 році король Карлос III задовольнив його прохання і простий шахтар став носити ім'я Дон Хосе Маїс-і-Аріас, маркіз де ла Реал Конфіанса. Сталося це вже після смерті Хосе, що призвело до суперечок серед його синів за успадкування титулу.
В 1771 році віце-король Мануель Амат-і-Хуньєт заснував у місті монетний двір, який карбував згодом знамениті «4 реала Паско».
На початку XIX століття в надії збагачення в місто прибуло багато іноземців, а також авантюристів. У місті було відкрито 12 віце-консульств європейських і американських держав.
28 липня 1905 року в Серро-де-Паско з'явилася залізниця.
В 1906–1927 роках американська гірничо-збагачувальна компанія веде видобуток срібла і золота з мідних руд. У 1940 роках у Серро-де-Паско починається видобуток свинцю.

## Спорт
У цьому місті часто грають перуанські футбольні команди, такі як Union Minas та Deportivo Wanka, проте його критикують як зручну ділянку для ігор за надмірну висоту та нестачу кисню.